# Засновникам Одеси
«Засно́вникам Оде́си» — офіційна назва демонтованого пам'ятника Катерині II та її сподвижникам — Хосе де Рібасу, Францу де Воллану, Григорію Потьомкіну та Платону Зубову, який був розташований в Одесі на Катерининській площі. Монумент був споруджений 1900 року українським архітектором Юрієм Дмитренком, скульптором Михайлом Поповим, інженером А. А. Сікорським за участі скульптора Бориса Едуардса. Демонтований — у 1920 році, був відновлений в 2007 році. У рамках дерусифікації демонтований 28 грудня 2022 року.

## Зведення та знищення

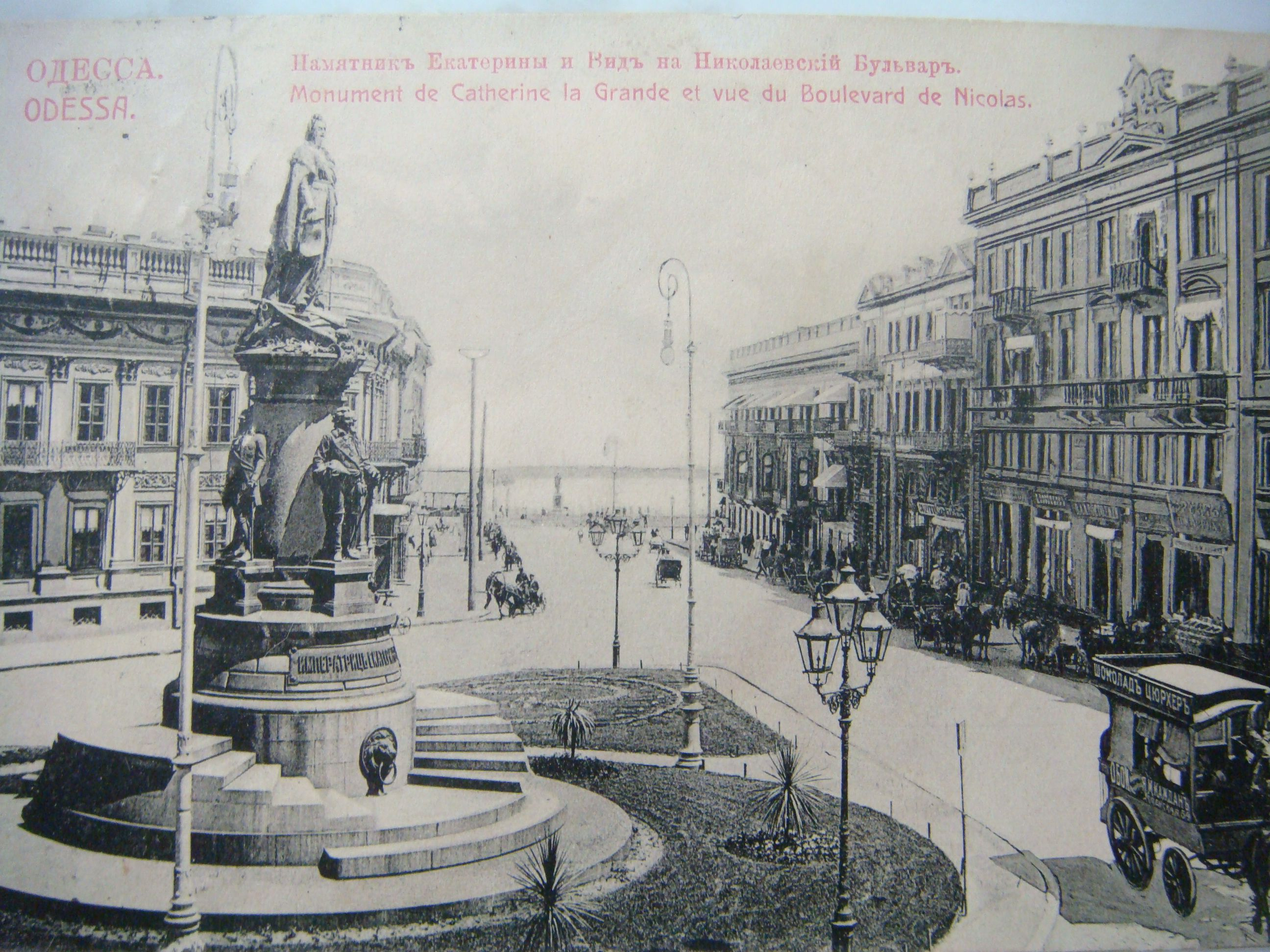
Зображення монументу на старій листівці

Катерина II своїм рескриптом від 27 травня (7 червня) 1794 року почала будівництво військової гавані, купецької пристані та реалізації нового генплану міста у колишньому османському містечку Хаджибеї. Фортеця на схилі біля порту була заснована у 1765 році. У рамках підготовки до свята присвяченого сторіччю з дня заснування міста, яке планувалося відсвяткувати у 1894 році, ще 13 (25) вересня 1890 року Міська управа оголосила конкурс на пам'ятник до дня століття. Першу премію отримав проєкт одеського архітектора Юрія Дмитренка, який було затверджено до реалізації 13 серпня (5 вересня) 1892 року. Проєкт пам'ятника мав назву «Пам'ятник Імператриці Катерині II у м. Одеса», надалі він називався саме у якості пам'ятника безпосередньо присвяченого Катерині II, а не засновникам міста. Моделі скульптур виконав петербурзький скульптор Михайло Попов за попереднім кошторисом у 10000 р., а ливарні роботи та встановлення п'єдесталу виконали одеські скульптори Борис Едуардс та Леопольд Менціоне, нагляд за спорудженням виконував Юрій Дмитренко.
На день міста вдалося влаштувати лише урочисту закладку пам'ятника, яка відбулася 22 серпня (3 вересня) 1894 року. Відкриття відбулося лише 6 травня (19 травня) 1900 року. Пам'ятник було встановлено на однойменній площі, яка має форму трикутника.
Композиція пам'ятника складалася з фігури Катерині II в повний зріст на п'єдесталі, а нижче фігури меншого масштабу чотирьом постатям, Хосе де Рібасу, Францу де Воллану, Платону Зубову та Григорію Потьомкіну.
За часів революції, коли Одеса була під владою УНР та більшовиків, пам'ятник було задраповано. Після остаточного встановлення радянської влади скульптури демонтували, чотири скульптури сподвижників імператриці зберігались у краєзнавчому музеї, від статуї Катерини II залишилася тільки голова.

## Сучасне відтворення

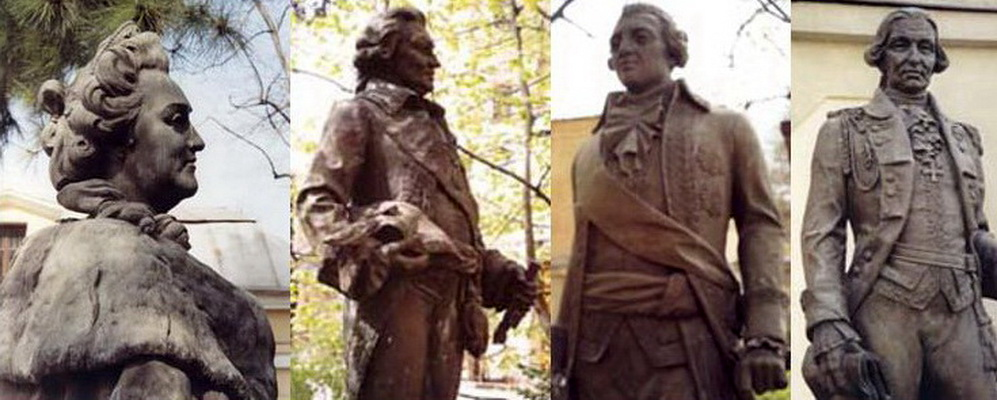
Оригінальні частини скульптури, що зберігалися у дворі краєзнавчого музею

У 2007 році пам'ятник вирішили відтворити під назвою «Пам'ятник засновникам міста». Спонсором проєкту став депутат міської ради Руслан Тарпан, який виконував реконструкцію і самої Катерининської площі. Переважна частина фрагментів пам'ятника — оригінали, заново виготовили лише голову імператриці. Проти створення пам'ятника російській імператриці, що узаконила на теренах України кріпацтво й остаточно знищила Запорозьку Січ, висловлювалось багато українських організацій.
У 2012 році відновилися спроби скасувати рішення про встановлення пам'ятника (і, як наслідок, його знесення). У вересні 2012 року Приморський районний суд, а в березні 2015 року — Одеський апеляційний адміністративний суд відхилили позов Асоціації козацьких товариств «Січ», яка вимагала скасувати рішення Одеської міськради від 2006 року про перенесення пам'ятника «потьомкінцям» як незаконного. Це дозволило б прибрати пам'ятник засновникам Одеси під приводом відновлення на цьому місці монумента героям броненосця «Потьомкін». 20 серпня 2015 року Вищий адміністративний суд в Києві, розглянувши касаційну скаргу, засумнівався в чистоті процедури перенесення пам'ятника потьомкінцям на Приморську вулицю і в об'єктивності перших двох інстанцій і допустив знесення пам'ятника Катерині II. При цьому відновлення на цьому місці пам'ятника «потьомкінцям» навряд чи можливо через закон про декомунізацію.
У 2015 році Одеська міська рада почала підготовку до заміни оригінальних частин монумента (фігур фаворитів) на копії за програмою включення центральної історичної частини забудови Одеси в список об'єктів Всесвітньої спадщини ЮНЕСКО.
5 лютого 2018 року, Одеська апеляційний адміністративний суд відмовив у задоволенні позовних вимог «Січ» про повернення пам'ятника потьомкінцям на Катерининську площу. Таким чином, обидва пам'ятники залишаються на місцях свого нинішнього розміщення. Також жителі міста створили петицію про збереження пам'ятника Засновникам Одеси на сайті Президента України.
У квітні 2019 року, Верховний суд України відхилив вимогу громадськості про перенесення пам'ятника.
Проте, 28 червня 2022 року на сайті президента України з'явилася петиція щодо демонтажу пам'ятника російській імператриці, адже та прославилася знищенням Запорізької Січі та поневоленням українців. Іншою петицією в липні 2022 року пропонувалося замінити пам'ятник скульптурою порноактора Біллі Геррінґтона.
1 серпня 2022 року, Президент Володимир Зеленський звернувся до Одеської міськради з проханням розглянути пропозицію про знесення пам'ятника російській імператриці Катерині ІІ. 6 листопада почалися роботи з демонтажу пам'ятника. Заступник мера Одеси Олег Бриндак пояснив, що раніше на місці пам'ятника був фонтан і можливо, його й буде відновлено.
15 листопада 2022 року з'явилась петиція на сайті Президента України з пропозицією обміняти пам'ятник Катерині в Одесі на викраденого єнота із зоопарку в Херсоні.
24 листопада 2022 року міськрада Одеси підтримала демонтаж пам'ятника.

### Демонтаж скульптурної композиції
Процес демонтажу пам'ятника було розпочато 28 грудня 2022 року.
Демонтаж закінчився о 2 годині ночі 29 грудня 2022 року. Демонтаж «Пам'ятника засновникам Одеси» почався близько 23:00 22 грудня і тривав майже три години.